# Кевін-Прінс Боатенг
Ке́він-Прінс Боате́нг (вимоваⓘ, вимовляється [ˈkɛvɪn pʁɪns bo.aˈtɛŋ]; нім. Kevin-Prince Boateng, 6 березня 1987, Західний Берлін) — ганський та німецький футболіст, центральний форвард.

## Клубна кар'єра
Вихованець футбольної школи клубу «Герта» з рідного Берліна. З сезону 2004—05 молодий гравець почав долучатися до матчів другої команди «Герти», що грала у нижчих лігах німецької першості, а вже за рік дебютував у складі головної команди клубу в іграх елітної Бундесліги, вийшовши на заміну у грі проти «Айнтрахта». 18-річний півзахисник добре зарекомендував себе у цій грі та почав на регулярній основі з'являтися на полі у складі основної команди берлінського клубу. Протягом двох сезонів відіграв 43 матчі у Бундеслізі.
Гра перспективного футболіста привернула увагу скаутів представника англійської Прем'єр-ліги «Тоттенгем Готспур» і влітку 2007 року Боатенг перейшов до англійського клубу, сума трансферу оцінювалася у 5,4 мільйона фунтів стерлінгів. Спочатку гравець регулярно грав в основі лондонського клубу, проте, з приходом до команди нового головного тренера Хуанде Рамоса та низки нових виконавців, був переведений до резервного складу. Так і не закріпившись в основі, на початку 2009 Боатенг повернувся до Німеччини, де на умовах піврічної оренди захищав кольори дортмундської «Боруссії».

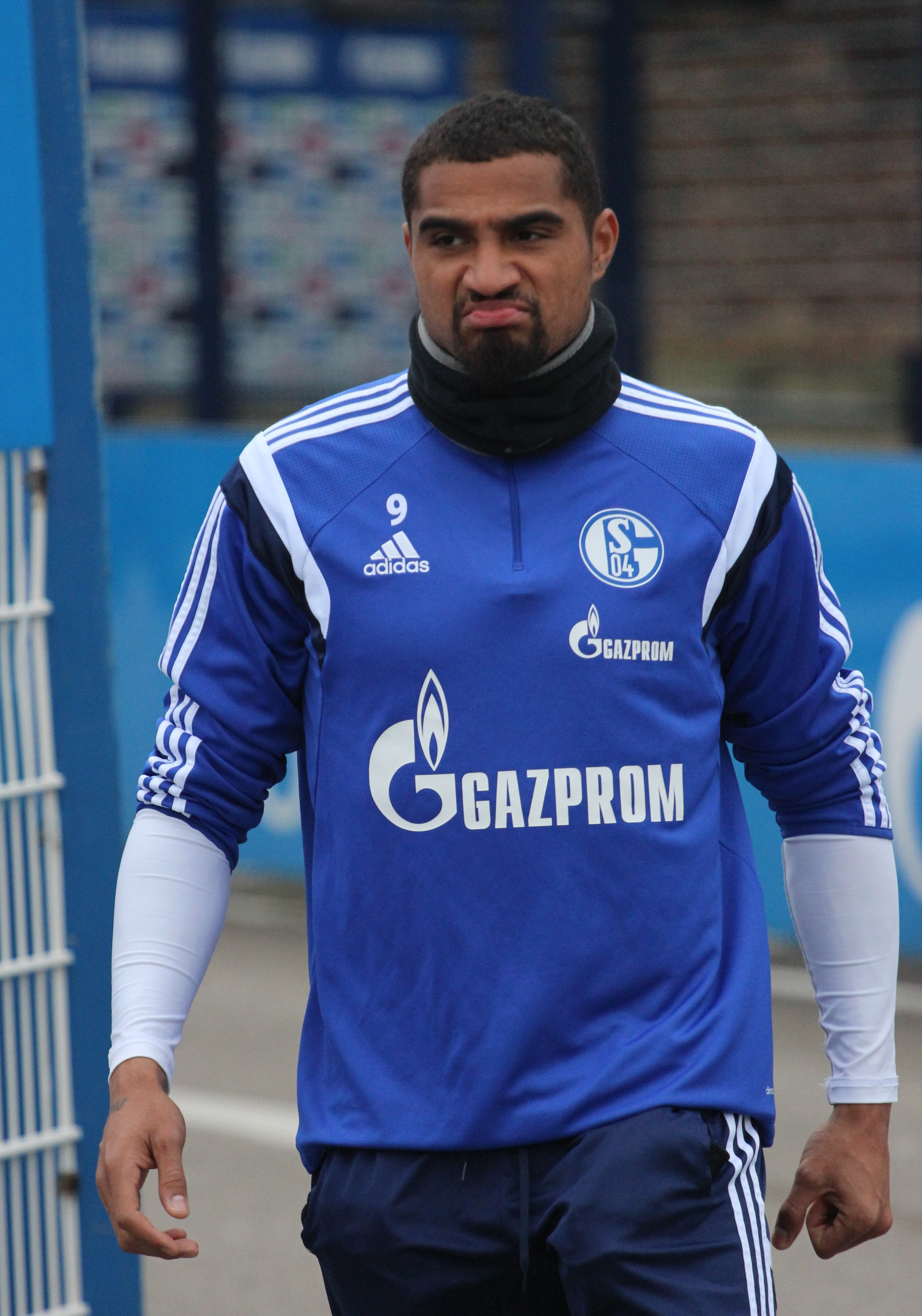
Кевін-Прінс Боатенг під час виступів за «Шальке 04». 2012 рік.

Після повернення з оренди фактично не отримав шансу закріпитися в основі «Тоттенгема» і в серпні 2009 року перейшов до іншої англійської команди, «Портсмута», трансферна сума склала близько 4 мільйонів фунтів стерлінгів. Швидко став одним з ключових гравців півзахисту нового клубу, провівши протягом дебютного сезону 22 гри у Прем'єр-лізі та відзначившись в них 3 забитими голами. Внеску Боатенга, втім, виявилося замало аби зберегти його команді місце в елітному дивізіоні англійського футболу, «Портсмут» зайняв 20-те місце за результатами сезону і понизився у класі до другого за ієрархією чемпіонату Футбольної Ліги.
У травні 2010 року Боатенг опинився в епіцентрі скандалу, спричиненого його небезпечним підкатом проти гравця лондонського «Челсі» Міхаеля Баллака в фіналі розіграшу Кубка Англії з футболу. Це була остання гра Баллака, капітана збірної Німеччини, перед початком чемпіонату світу 2010 року, який, через отриману внаслідок підкату травму, німецький футболіст урешті-решт був змушений пропустити. Хвилю звинувачень на адресу Боатенга викликав той факт, що він був викликаний на світову першість до складу збірної Гани, одним із суперників якої на груповому етапі чемпіонату була саме німецька команда. Пізніше ганієць перепросив за невдалий підкат і рішуче спростував усі звинувачення у навмисності свого вчинку.
17 серпня 2010 року відбувся трансфер гравця з «Портсмута» до представника італійської Серії A клубу «Дженоа». Не провівши жодного матчу за нову команду гравець відразу ж на умовах оренди перейшов до іншої італійської команди, «Мілана», з якою уже сезоні 2011/2012 дійшов до чвертьфіналу Ліги Чемпіонів, куди італійці не виходили кілька років поспіль.
30 серпня 2013 року Боатенг перейшов в «Шальке 04» за 12 мільйонів євро, підписавши контракт на 3 роки з можливістю продовження ще на один рік. Дебютував за новий клуб у матчі з Баєром», який закінчився з рахунком 2:0 на користь «Шальке». Перший гол він забив у матчі з Майнцом». 
У травні 2015 року, після недільної поразки від «Кельна» 0:2 Боатенг і його партнер Сідней Сам були звільнені з клубу. Однак його контракт з представником Бундесліги закінчувався лише в червні 2016 року, тому Боатенг не міг бути заявлений за який-небудь інший клуб. Тому він лише тренувався і проводив спаринги у складі «Мілана», за який ганець виступав з 2010 по 2013 роки.
В грудні 2015 року розірвав Кевін-Прінс контракт з «Шальке» за обопільною згодою і 4 січня 2016 року на правах вільного агента підписав контракт з «Міланом». Контракт було розраховано лише на пів року і по його завершенню, провівши за цей час 14 ігор в усіх турнірах, Боатенг залишив «Мілан».
Згодом провів по одному сезону в Іспанії за «Лас-Пальмас» і на батьківщині за франкфуртський «Айнтрахт», після чого влітку 2018 року повернувся до Італії, ставши гравцем «Сассуоло».
21 січня 2018 року приєднався до лав іспанської «Барселони» на умовах орендного контракту до кінця сезону 2018/19, який, утім, передбачав можливість викупу прав на гравця за 8 мільйонів євро. За пів року провів за «Барсу» лише чотири гри в усіх турнірах, після чого повернувся до Італії.
30 липня 2019 року уклав контракт з «Фіорентиною». Дебютував за нову команду у першій же грі сезону в чемпіонаті, вийшовши на заміну у другому таймі й відразу відзначившись забитим голом у ворота «Наполі». Цей гол залишився для гравця єдиним у складі «фіалок», адже, провівши ще 14 матчів за цю команду, на початку 2020 року він був відданий в оренду до турецького «Бешикташа».
У вересні 2020 року повернувся до Італії, уклавши однорічну угоду з друголіговою «Монцою».
Через рік, у червні 2021-го, Кевін-Прінс Боатенг підписав річний контракт з берлінською «Гертою».

## Виступи у збірних
Ще навчаючись у футбольній школі «Герти» Боатенг привернув увагу тренерів юнацьких збірних команд Німеччини. Починаючи зі збірної команди юнаків до 15 років і до рівня молодіжної збірної U-21 гравець протягом 2001—2007 років відіграв за німецькі збірні різних вікових категорій 41 гру, забивши при цьому 9 м'ячів.
Восени 2007 року стало відомо, що тренерський штаб німецької «молодіжки» більше не зацікавлений у послугах гравця через конфліктну ситуацію, що виникла з ним під час одного з молодіжних турнірів. Цей конфлікт підштовхнув футболіста, який, крім німецького громадянства, має також громадянство Гани, країни походження його батька, до рішення про початок виступів за збірну команду цієї африканської країни. Оскільки Боатенг не провів жодного матчу у складі дорослої збірної Німеччини, ФІФА врешті-решт задовольнило клопотання футболіста, і він був включений до заявочного списку ганійців до участі у чемпіонаті світу 2010 року. 
Дебютував у складі національної збірної 5 червня 2010 року, напередодні світової першості, у товариській грі проти збірної Латвії, у якій ганійці перемогли з рахунком 1:0. Безпосередньо під час фінальної частини чемпіонату світу 2010 відіграв в усіх п'яти матчах збірної Гани, яка дійшла до стадії чвертьфіналів. У виграній з рахунком 2:1 грі 1/8 фіналу проти збірної США забив свій перший гол у формі ганійської національної команди.
У липні 2011 року був відрахований з лав збірної Гани за відмову зіграти в товариському матчі проти Нігерії. Відмова подібного роду був не першою у кар'єрі Боатенга. Навесні 2011 року він відмовився зіграти у відбірковому матчі Кубка Африканських Націй проти збірної Конго. 
Проте наприкінці 2013 року був знову викликаний у збірну й у першому ж матчі після повернення забив гол у ворота збірної Єгипту. Ганці хоч і програли той матч 1:2, але пробились на чемпіонат світу 2014 в Бразилії. На турнірі Боатенг провів у двох перших матчах групового етапу проти США (1:2) і Німеччини (2:2) в сумі 83 хвилини, але за кілька годин до вирішального третього матчу проти португальців головний тренер збірної Гани Джеймс Квесі Аппіа виключив з команди Боатенга і Саллі Мунтарі. Їм було наказано покинути готель, в якому розташовується команда. Повідомляється, що Мунтарі образив одного з тренерів, а Боатенг напав на одного з менеджерів збірної.

## Статистика виступів

### Статистика клубних виступів
Станом на 28 серпня 2019 року
| Сезон                         | Команда                       | Чемпіонат                     | Чемпіонат | Чемпіонат | Національний кубок | Національний кубок | Національний кубок | Континентальні кубки | Континентальні кубки | Континентальні кубки | Інші змагання | Інші змагання | Інші змагання | Усього | Усього |
| Сезон                         | Команда                       | Ліга                          | Ігор      | Голів     | Ліга               | Ігор               | Голів              | Ліга                 | Ігор                 | Голів                | Ліга          | Ігор          | Голів         | Ігор   | Голів  |
| ----------------------------- | ----------------------------- | ----------------------------- | --------- | --------- | ------------------ | ------------------ | ------------------ | -------------------- | -------------------- | -------------------- | ------------- | ------------- | ------------- | ------ | ------ |
| 2004–05                       | «Герта II»                    | Рег. Л.                       | 18        | 3         | КН                 | 0                  | 0                  | -                    | -                    | -                    | -             | -             | -             | 18     | 3      |
| 2005–06                       | «Герта II»                    | Рег. Л.                       | 4         | 1         | -                  | -                  | -                  | -                    | -                    | -                    | -             | -             | -             | 4      | 1      |
| 2006–07                       | «Герта II»                    | Рег. Л.                       | 7         | 1         | -                  | -                  | -                  | -                    | -                    | -                    | -             | -             | -             | 7      | 1      |
| Усього за «Герту II»          | Усього за «Герту II»          | Усього за «Герту II»          | 29        | 5         |                    | 0                  | 0                  |                      | -                    | -                    |               | -             | -             | 29     | 5      |
| 2005–06                       | «Герта»                       | БЛ                            | 21        | 2         | КН                 | 2                  | 0                  | КУЄФА                | 4                    | 0                    | -             | -             | -             | 27     | 2      |
| 2006–07                       | «Герта»                       | БЛ                            | 21        | 2         | КН                 | 3                  | 0                  | КУЄФА                | 2                    | 1                    | -             | -             | -             | 26     | 3      |
| Усього за «Герту»             | Усього за «Герту»             | Усього за «Герту»             | 42        | 4         |                    | 5                  | 0                  |                      | 6                    | 1                    |               | -             | -             | 53     | 5      |
| 2007–08                       | «Тоттенгем Готспур»           | ПЛ                            | 13        | 0         | КА+КЛ              | 2+3                | 0                  | КУЄФА                | 3                    | 0                    | -             | -             | -             | 21     | 0      |
| 2008-січ. 2009                | «Тоттенгем Готспур»           | ПЛ                            | 1         | 0         | КА+КЛ              | 0+1                | 0                  | -                    | -                    | -                    | -             | -             | -             | 2      | 0      |
| січ.-черв. 2009               | «Боруссія» (Дортмунд)         | БЛ                            | 10        | 0         | КН                 | 1                  | 0                  | -                    | -                    | -                    | -             | -             | -             | 11     | 0      |
| серп. 2009                    | «Тоттенгем Готспур»           | ПЛ                            | 0         | 0         | КА+КЛ              | 0+1                | 0                  | -                    | -                    | -                    | -             | -             | -             | 1      | 0      |
| Усього за «Тоттенгем Готспур» | Усього за «Тоттенгем Готспур» | Усього за «Тоттенгем Готспур» | 14        | 0         |                    | 7                  | 0                  |                      | 3                    | 0                    |               | -             | -             | 24     | 0      |
| 2009–10                       | «Портсмут»                    | ПЛ                            | 22        | 3         | КА+КЛ              | 5+0                | 2+0                | -                    | -                    | -                    | -             | -             | -             | 27     | 5      |
| 2010–11                       | «Мілан»                       | A                             | 26        | 3         | КІ                 | 1                  | 0                  | ЛЧ                   | 7                    | 0                    | -             | -             | -             | 34     | 3      |
| 2011–12                       | «Мілан»                       | A                             | 19        | 5         | КІ                 | 0                  | 0                  | ЛЧ                   | 7                    | 3                    | СІ            | 1             | 1             | 27     | 9      |
| 2012–13                       | «Мілан»                       | A                             | 29        | 2         | КІ                 | 1                  | 0                  | ЛЧ                   | 7                    | 1                    | -             | -             | -             | 37     | 3      |
| серп. 2013                    | «Мілан»                       | A                             | 0         | 0         | КІ                 | 0                  | 0                  | ЛЧ                   | 2                    | 2                    | -             | -             | -             | 2      | 2      |
| 2013–14                       | «Шальке 04»                   | БЛ                            | 28        | 6         | КН                 | 1                  | 0                  | ЛЧ                   | 6                    | 1                    | -             | -             | -             | 35     | 7      |
| 2014–15                       | «Шальке 04»                   | БЛ                            | 18        | 0         | КН                 | 1                  | 0                  | ЛЧ                   | 6                    | 0                    | -             | -             | -             | 25     | 0      |
| 2015-січ. 2016                | «Шальке 04»                   | БЛ                            | 0         | 0         | КН                 | 0                  | 0                  | ЛЄ                   | 0                    | 0                    | -             | -             | -             | 0      | 0      |
| Усього за «Шальке 04»         | Усього за «Шальке 04»         | Усього за «Шальке 04»         | 46        | 6         |                    | 2                  | 0                  |                      | 12                   | 1                    |               | -             | -             | 60     | 7      |
| січ.-черв. 2016               | «Мілан»                       | A                             | 11        | 1         | КІ                 | 3                  | 0                  | -                    | -                    | -                    | -             | -             | -             | 14     | 1      |
| Усього за «Мілан»             | Усього за «Мілан»             | Усього за «Мілан»             | 85        | 11        |                    | 5                  | 0                  |                      | 23                   | 6                    |               | 1             | 1             | 114    | 18     |
| 2016–17                       | «Лас-Пальмас»                 | ПД                            | 28        | 10        | КІ                 | 1                  | 0                  | -                    | -                    | -                    | -             | -             | -             | 29     | 10     |
| 2017–18                       | «Айнтрахт»                    | БЛ                            | 31        | 6         | КН                 | 5                  | 0                  | -                    | -                    | -                    | -             | -             | -             | 36     | 6      |
| 2018–січ. 2019                | «Сассуоло»                    | A                             | 13        | 4         | КІ                 | 2                  | 1                  | -                    | -                    | -                    | -             | -             | -             | 15     | 5      |
| січ.-черв. 2019               | «Барселона»                   | ПД                            | 3         | 0         | КІ                 | 1                  | 0                  | ЛЧ                   | -                    | -                    | -             | -             | -             | 4      | 0      |
| 2019-січ. 2020                | «Фіорентина»                  | A                             | 14        | 1         | КІ                 | 1                  | 0                  | -                    | -                    | -                    | -             | -             | -             | 15     | 1      |
| січ.-серп. 2020               | «Бешикташ»                    | СЛ                            | 11        | 3         | КТ                 | 0                  | 0                  | -                    | -                    | -                    | -             | -             | -             | 11     | 3      |
| 2020–21                       | «Монца»                       | B                             | 3         | 2         | КІ                 | 0                  | 0                  | -                    | -                    | -                    | -             | -             | -             | 3      | 2      |
| Усього за кар'єру             | Усього за кар'єру             | Усього за кар'єру             | 350       | 54        |                    | 35                 | 3                  |                      | 44                   | 8                    |               | 1             | 1             | 430    | 67     |

### Статистика виступів за збірну
| Дата       | Місто                       | Господарі         | Результат               | Гості            | Турнір                                  | Голи | Примітки |
| ---------- | --------------------------- | ----------------- | ----------------------- | ---------------- | --------------------------------------- | ---- | -------- |
| 5-6-2010   | Мілтон-Кінз                 | Гана              | 1 – 0                   | Латвія           | товариський матч                        | -    | 67'      |
| 13-6-2010  | Преторія                    | Сербія            | 0 – 1                   | Гана             | ЧС 2010 - 1-й етап                      | -    | 90+1'    |
| 19-6-2010  | Рустенбург                  | Гана              | 1 – 1                   | Австралія        | ЧС 2010 - 1-й етап                      | -    | 88'      |
| 23-6-2010  | Йоганнесбург                | Гана              | 0 – 1                   | Німеччина        | ЧС 2010 - 1-й етап                      | -    |          |
| 26-6-2010  | Рустенбург                  | США               | 1 – 2                   | Гана             | ЧС 2010 - 1/8 фіналу                    | 1    | 78'      |
| 2-7-2010   | Йоганнесбург                | Уругвай           | 1 – 1 д.ч. (4 - 2 п.п.) | Гана             | ЧС 2010 - чвертьфінал                   | -    |          |
| 5-9-2010   | Лобамба                     | Есватіні          | 0 – 3                   | Гана             | Відбір до Кубка африканських націй 2012 | -    | 63'      |
| 17-11-2010 | Дубай (місто)               | Саудівська Аравія | 0 – 0                   | Гана             | товариський матч                        | -    | 46'      |
| 3-6-2011   | Аккра                       | Гана              | 3 – 1                   | Республіка Конго | Відбір до Кубка африканських націй 2012 | -    | 56'      |
| 19-11-2013 | Каїр                        | Єгипет            | 2 – 1                   | Гана             | Відбір до ЧС 2014                       | 1    | 79'      |
| 31-5-2014  | Роттердам                   | Нідерланди        | 1 – 0                   | Гана             | товариський матч                        | -    | 46'      |
| 9-6-2014   | Маямі-Ґарденс               | Гана              | 4 – 0                   | Південна Корея   | товариський матч                        | -    | 56'      |
| 16-6-2014  | Натал (Ріу-Гранді-ду-Норті) | Гана              | 1 – 2                   | США              | ЧС 2014 - 1-й етап                      | -    | 59'      |
| 21-6-2014  | Форталеза                   | Німеччина         | 2 – 2                   | Гана             | ЧС 2014 - 1-й етап                      | -    | 52'      |
| Усього     |                             | Матчів            | 14                      |                  | Голів                                   | 2    |          |

## Особисте життя
Батько Кевіна Боатенга — Прінс Боатенг, іммігрант з Гани, мати Катаріна — німкеня. Хоча батько залишив родину, коли Кевіну було півтора року, син продовжує відчувати до нього теплі почуття, про що свідчить його рішення про додавання батьківського імені Прінс до свого офіційного імені Кевін, а також рішення про виступи за збірну батьківщини батька. 
Кевін має рідного брата Джорджа, а також молодшого брата Жерома, що народився від його батька та іншої матері. Разом з Кевіном Жером навчався у футбольній школі «Герти», грав разом з ним у дорослій команді клубу. Згодом, як і Кевін, виступав за молодіжну збірну Німеччини, з 2009 року — гравець національної команди Німеччини. 23 червня 2010 року у третьому колі групового турніру в Групі D фінальної частини чемпіонату світу 2010 Гана — Німеччина брати Кевін-Прінс та Жером грали один проти одного у формі своїх національних збірних.
2007 року Кевін-Прінс Боатенг одружився зі своєю подругою Дженніфер.

## Титули і досягнення
- Володар Кубка Футбольної ліги (1):

«Тоттенгем Готспур»: 2007-08
- Чемпіон Італії (1):

«Мілан»: 2009-10
- Володар Суперкубка Італії (1):

«Мілан»: 2011
- Володар Кубка Німеччини (1):

«Айнтрахт» (Франкфурт-на-Майні): 2017-18
- Чемпіон Іспанії (1):

«Барселона»: 2018-19